# クンティス

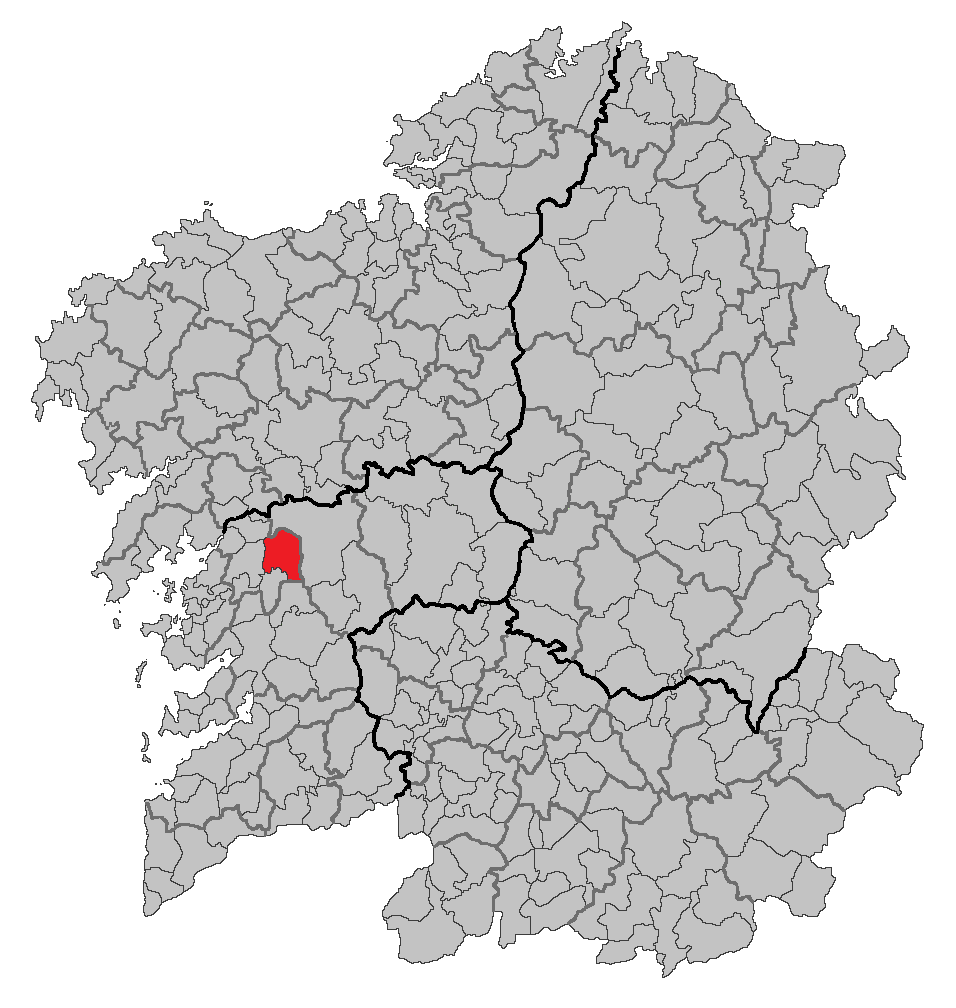

クンティス（Cuntis）は、スペイン、ガリシア州、ポンテベドラ県の自治体、コマルカ・デ・カルダスに属する。スペイン国立統計局によると、2010年の人口は5,115人（2009年：5,133人、2005年：5,340人）。住民呼称は、男女同形のcuntiense。
ガリシア語話者の自治体住民に占める割合は98.53%（2001年）。

## 地理
クンティスはポンテベドラ県の北部に位置し、コマルカ・デ・カルダスに属する。北から東がア・エストラーダと、南がカンポ・ラメイロとモラーニャ、西がカルダス・デ・レイスとバルガの各自治体と隣接している。自治体中心地区はクンティス教区のクンティス地区。

### 人口
| クンティスの人口推移 1900－2010                         |
|                                                         |
| 出典:INE（スペイン国立統計局）1900年 - 1991年、1996年 - |

## 史跡・名所
自治体内には多くのカストロ文化時代の遺構が残されている。その中でも、カストロランディンのカストロ（Castro de Castrolandín）は発掘調査もされており、とくに知られている。

## 政治
自治体首長はガリシア社会党（PSdeG-PSOE）のファティマ・モンテアグード（Fátima Monteagudo）、自治体評議員はガリシア社会党：5、ガリシア国民党（PPdeG）：5、ガリシア民族主義ブロック（BNG）：3となっている（2007年自治体選挙結果、得票順）。

## 教区
クンティスは8の教区に分けられる。太字は自治体中心地区のある教区。
- アルコス（サン・ブレイショ）
- セケリル（サンタ・マリーア）
- コウセーロ（サン・ミゲル）
- クンティス（サンタ・マリーア）
- エスターカス（サン・フィス）
- ピニェイロ（サン・マメーデ）
- ポルテーラ（サンタ・エウラリア）
- トロアンス（サンタ・マリーア）